# كنوت هارتفيغ
كنوت هارتفيغ (13 نوفمبر 1969 بمونستر في ألمانيا - ) (بالألمانية: Knut Hartwig)‏ هو ممثل ولاعب كرة قدم ألماني في مركز الوسط. لعب مع روت فايس إيسن ونادي فوبرتال الرياضي ونادي بروسيا مونستر وVfL Bochum II ‏.

## وصلات خارجية
- كنوت هارتفيغ على موقع IMDb (الإنجليزية)
- كنوت هارتفيغ على موقع ألو سيني (الفرنسية)
- كنوت هارتفيغ على موقع أول موفي (الإنجليزية)
- كنوت هارتفيغ على موقع قاعدة بيانات الفيلم (الإنجليزية)
- كنوت هارتفيغ على موقع كينوبويسك (الروسية)

- كنوت هارتفيغ على موقع قاعدة بيانات كرة القدم.إي يو (الإنجليزية)
- كنوت هارتفيغ على موقع بيانات كرة القدم. دي إي (الألمانية)